# Pierre de Voyer d'Argenson
Pour les articles homonymes, voir Pierre de Voyer d'Argenson (homonymie).
Pierre de Voyer d'Argenson, vicomte de Mouzay (né le 19 novembre 1625 et mort le 29 mars 1710 à Mouzay) fut le gouverneur de la Nouvelle-France du 11 juillet 1658, où son prédécesseur intérimaire, Louis d'Ailleboust de Coulonge, lui remit les clefs du fort et jusqu’en 1661. Il ne s'entendit pas avec ce dernier. Il fut aussi seigneur de Chastre et vicomte de Mouzay. Il mourut à Mouzay dans la province de Touraine en 1710.
Il est le fils de René de Voyer de Paulmy d'Argenson.

## Armoiries
| Blason | Nom de la famille et blasonnement | Devise |
| ------ | --- | ------ |
|        | Blason de Pierre Le Voyer, Pierre a porté l'écartelé Le Voyer-Gueffault, en façon de brisure : « D'azur, à deux lions léopardés d'or,passant l'un sur l'autre, couronnés du même, qui est Le voyer; écartelé d'argent à la fasce de sable, qui est Geffault » |        |